# Nicolae Țicu
Nicolae Țicu (4 de junio de 1953) es un deportista rumano que compitió en piragüismo en la modalidad de aguas tranquilas. Ganó dos medallas de bronce en el Campeonato Mundial de Piragüismo, en los años 1977 y 1978.

## Palmarés internacional
| Campeonato Mundial | Campeonato Mundial    | Campeonato Mundial | Campeonato Mundial |
| Año                | Lugar                 | Medalla            | Competición        |
| ------------------ | --------------------- | ------------------ | ------------------ |
| 1977               | Sofía (Bulgaria)      | Medalla de bronce  | K2 10 000 m        |
| 1978               | Belgrado (Yugoslavia) | Medalla de bronce  | K4 10 000 m        |